# Кензан
Кензанът (на японски: 剣 山), наричан още бодлива жаба или метална жаба, е специфично устройство за фиксиране на цветята в контейнер, използвано в японското изкуство за аранжиране на цветя икебана. Състои се от тежка оловна плоча с издигнати месингови игли с фиксирани основи.

## Етимология
Името „кензан“ буквално означава „планина с меч“. Въведено е от стила на икебана морибана (на японски: 盛り花, 盛花).

## Видове
Освен кензанът с шипове, съществува и държач за цветя без шипове, само с дупки, който се нарича shippo dome (на японски: 七宝留め) и се използва от училището Saga Go-ryū, а понякога и от други училища.